# Giờ ở Indonesia

Giờ ở Indonesia:
UTC+07:00 – Giờ miền Tây Indonesia (WIB)
UTC+08:00 – Giờ miền Trung Indonesia (WITA)
UTC+09:00 – Giờ miền Đông Indonesia (WIT)

Indonesia được chia thành 3 múi giờ khác nhau do nước này trải rộng từ Tây sang Đông.
- Giờ miền Tây Indonesia (tiếng Indonesia: Waktu Indonesia Barat - WIB) — UTC+07:00;
- Giờ miền Trung Indonesia (Waktu Indonesia Tengah - WITA) — UTC+08:00;
- Giờ miền Đông Indonesia (Waktu Indonesia Timur - WIT) — UTC+09:00.

Quy ước giờ mùa hè hiện không áp dụng ở bất kỳ nơi nào tại Indonesia.
Thủ đô Jakarta ở vùng giờ WIB UTC+07:00.

## Hiện tại
|  | Tên múi giờ              | Tên trong tiếng Indonesia | Giờ hiện tại                         | Chênh lệch so với UTC | Chênh lệch so với WIT | Khu vực                                                                                                   |
|  | ------------------------ | ------------------------- | ------------------------------------ | --------------------- | --------------------- | --- |
|  | Giờ miền Tây Indonesia   | Waktu Indonesia Barat     | 10:47, 24 tháng 3 năm 2025 [refresh] | UTC+07:00             | WIT-1h                | Sumatra, Java, Tây Kalimantan và Trung Kalimantan                                                         |
|  | Giờ miền Trung Indonesia | Waktu Indonesia Tengah    | 11:47, 24 tháng 3 năm 2025 [refresh] | UTC+08:00             | WIT+/-0h              | Nam Kalimantan, Đông Kalimantan, Bắc Kalimantan, Sulawesi, Bali, Tây Nusa Tenggara and Đông Nusa Tenggara |
|  | Giờ miền Đông Indonesia  | Waktu Indonesia Timur     | 12:47, 24 tháng 3 năm 2025 [refresh] | UTC+09:00             | WIT+1h                | Maluku, Bắc Maluku, Tây Papua và Papua                                                                    |

Những múi giờ này được áp dụng kể từ ngày 1 tháng 1 năm 1988 (theo sắc lệnh tổng thống 41/1987) Trước đó, Tây và Trung Kalimantan sử dụng giờ miền Trung, trong khi Bali thuộc về giờ miền Tây (từ ngày 29 tháng 11 năm 1963).

## Lịch sử
Trong thời kỳ thuộc địa, múi giờ ở Indonesia (Đông Ấn Hà Lan) được quy định như sau:

### Múi giờ chuẩn (Indonesia năm 1932)
- Giờ Bắc Sumatra (NST) (UTC+06:30) được sử dụng tại Aceh, Padang và Medan.
- Giờ Trung và Đông Nam Sumatra (CSST) (UTC+07:00) được sử dụng tại Bengkulu, Palembang và Lampung.
- Giờ Java, Bali và Borneo (JBBT) (UTC+07:30) được sử dụng ở Java (Jawa), Bali, Madura và Kalimantan.
- Giờ Celebes (CBT) (UTC+08:00) được sử dụng ở Sulawesi và Quần đảo Sunda Nhỏ.
- Giờ Moluccan (MCT) (UTC+08:30) được sử dụng ở Ternate, Namlea, Ambon và Quần đảo Banda.
- Giờ Tây Irian (WIT) (UTC+09:00) được sử dụng ở Tây Irian từ ngày 1 tháng 11 năm 1932 đến hết ngày 31 tháng 8 năm 1944.[3]
- Giờ New Guinea thuộc Hà Lan (DGT) (UTC+09:30) được sử dụng ở Tây Irian trong thời gian được đặt tên là New Guinea thuộc Hà Lan vì Hà Lan vẫn kiểm soát Tây Irian. Múi giờ được sử dụng từ ngày 1 tháng 9 năm 1944 đến hết ngày 31 tháng 12 năm 1963.[3]

Quy ước giờ mùa hè được áp dụng tại Jakarta từ ngày 1 tháng 5 năm 1948 đến 1 tháng 5 năm 1950, với độ chênh lệch so với UTC trong khi áp dụng giờ mùa hè là UTC+08:00.
Quy ước giờ mùa hè được áp dụng từ ngày 1 tháng 11 năm 1932 đến hết ngày 23 tháng 3 năm 1942 và từ ngày 23 tháng 9 năm 1945 đến hết ngày 1 tháng 1 năm 1964, ngoại trừ ở Tây Irian, đã áp dụng cho đến năm 1944. Jakarta, chỉ áp dụng quy ước giờ mùa hè từ ngày 1 tháng 5 năm 1948 đến hết ngày 1 tháng 5 năm 1950.
Từ ngày 23 tháng 3 năm 1942 đến ngày 23 tháng 9 năm 1945, tất cả các khu vực ở Indonesia ngoại trừ Tây Irian đều sử dụng Giờ tiêu chuẩn Nhật Bản (UTC+09:00) vì lợi ích của các hoạt động quân sự Nhật Bản ở Indonesia. Điều này có nghĩa là các khu vực phía tây của Indonesia áp dụng quy ước giờ mùa hè gấp đôi và các vùng trung tâm của Indonesia có giờ mùa hè trong thời kỳ Nhật Bản chiếm đóng 1942–1945.

## Đề xuất múi giờ chung
| Ngày                | Sự kiện |
| ------------------- | --- |
| 12 tháng 3 năm 2012 | Bộ trưởng Điều phối Kinh tế Hatta Rajasa được cho là đã nói: "Theo nghiên cứu, với một múi giờ duy nhất, đất nước có thể cắt giảm chi phí hàng nghìn tỷ rupiah". |
| 26 tháng 5 năm 2012 | The Jakarta Post đưa tin vào ngày 26 tháng 5 năm 2012 rằng một múi giờ duy nhất UTC+08:00 có thể được sử dụng bắt đầu từ ngày 28 tháng 10 năm 2012. |
| 30 tháng 7 năm 2012 | Đưa tin vào ngày 30 tháng 7 năm 2012 như vẫn còn trong chương trình làm việc. |
| 31 tháng 8 năm 2012 | Jakarta Globe vào ngày 31 tháng 8 năm 2012 rằng một múi giờ duy nhất hiện đang được chuẩn bị. Ủy ban Phát triển Kinh tế Indonesia (KP3EI) trích dẫn rằng họ sẽ cần ít nhất 3 tháng để trao đổi và lập kế hoạch cho sự thay đổi. Do đó, điều này có thể xảy ra vào năm 2013. |
| 30 tháng 1 năm 2013 | Một thứ trưởng cho biết ý tưởng đã bị từ bỏ sau khi bỏ lỡ hai ngày mục tiêu: 17 tháng 8 (ngày Độc lập) và 28 tháng 10 năm 2012 (Youth Pledge) |
| 9 tháng 9 năm 2013  | Bộ trưởng khẳng định kế hoạch không bị hủy bỏ, chỉ là không xác định ngày nào. |